# F-15SG
보잉 F-15SG 스트라이크  이글(F-15SG Strike Eagle)은 F-15E 스트라이크 이글(F-15E Strike Eagle)의 최신형 모델이자   싱가포르 공군이 운용하는 전폭기이다.

## 같이 보기
- 맥도널 더글러스 F-15E 스트라이크 이글